# Museum voor Erotiek en Mythologie
Het Museum voor Erotiek en Mythologie, afgekort M-e-M (Frans: Musée de l'Érotisme et de la Mythologie) bestaat in Brussel sinds 2012. 

## Geschiedenis
Het museum is een privé-initiatief van Guy Martens (Hasselt, 1945). Deze gepensioneerde arbeidsgeneesheer verzamelt sinds zijn zeventiende erotische kunst. Drie kwart van de collectie is aangekocht in België. Na meer dan een halve eeuw verzamelen kocht hij een huis in de Sint-Annastraat nabij de Grote Zavel om zijn collectie van 800 objecten te tonen over drie verdiepingen.

## Collectie
Het M-e-M toont erotische kunst door de eeuwen heen in diverse culturen (Europa, Japan, China, India, Perzië, Indonesië, Afrika, Mexico...). Het oudste stuk is een zesduizend jaar oude Soemerische kleitablet. Voorts zijn er Griekse vazen en een hoofd van de hermafrodiete godheid Attis uit de 1e eeuw v.Chr. De collectie telt een 150 stukken in ivoor, waaronder verschillende netsuke. Onder de moderne sculpturen zijn een bronzen reliëf van Salvador Dalí en een buste van Igor Mitoraj. Het grafische werk omvat een vijftigtal Japanse prenten (o.a. Kitagawa Utamaro), tekeningen van James Ensor en Fernand Khnopff, en litho's van Tom Wesselmann en Paul Delvaux. Ten slotte zijn er allerlei curiosa, zoals een geëtst condoom uit Frankrijk (ca. 1830) of een replica van de penis van Raspoetin.